# Antoni Bori i Fontestà
Antoni Bori i Fontestà (Badalona, Barcelonès, 24 de maig de 1861- 16 de gener de 1912) va ser un mestre, pedagog i escriptor català.

## Biografia

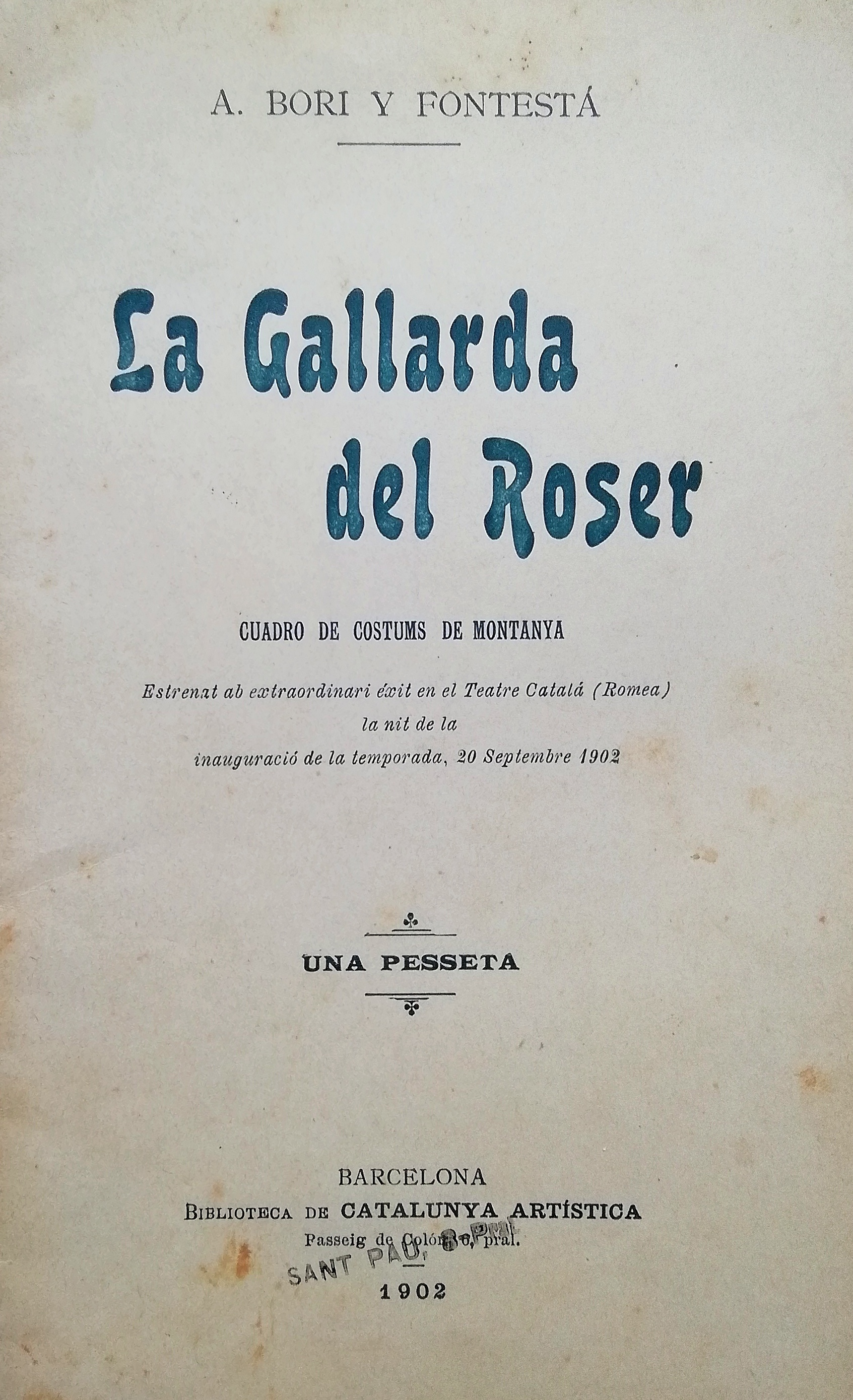
La Gallarda del Roser, obra de teatre d'Antoni Bori i Fontestà, estrenada l'any 1902 al Teatre Romea. Llibret editat pel setmanari Catalunya Artística

Va néixer el 24 de maig de 1861 a Badalona, en el sí d'una família humil i treballadora. Era fill de Francesc Bori i Gombrent, tintorer natural de Vic, i de Francesca Fontestà i Comas, d'Olot, de qui es desconeix l'ofici, matrimoni que es va instal·lar a Badalona per guanyar-se la vida a prop de la creixent indústria de la conurbació barcelonina. Els seus pares van procurar proporcionar-li una bona educació, veient probablement que tenia fusta de bon estudiant, i durant la seva infantesa cursà estudis elementals. Després entrà a l'Escola Superior, tenint com a professor al mestre de renom Francesc Feliu i Vegués, conegut per les seves idees progressistes i que, sens dubte, va exercir una notable influència en la concepció de l'eficàcia de l'educació en el progrés social del proletariat de Bori. Acabats els estudis entrà a l'Escola Normal de Magisteri, on va obtenir el títol de mestre elemental amb unes notes excel·lents. Abans d'iniciar la carrera docent, però, fou cridat a servei militar el 1881.
A inicis de desembre de 1883, començà a treballar, sota la direcció de Feliu i Vegués, com a mestre de l'Escola Nocturna per a nens i joves obrers fundada per l'Ajuntament de Badalona i la Societat Cooperativa La Bienhechora. Per aquelles dates també feia d'ajudant de mestre de l'Escola Pública Superior de Badalona, on s'havia format, ubicada aleshores a la darrera planta de la casa consistorial. L'any següent, el 24 de maig, es casa amb Concepció Llobet i Funosas, filla d'un comerciant badaloní. El matrimoni va tenir tres fills, dos dels quals van arribar a l'edat adulta. Un d'ells és el publicista Rafael Bori i Llobet. Poc després de les noces, el desembre de 1884 va guanyar unes oposicions per a una plaça de professor auxiliar a les escoles de Barcelona, la qual cosa va suposar haver de renunciar a treballar amb el mestre Feliu i que iniciés el curs de 1885 a la ciutat de Barcelona. Només ostentà el càrrec un any, perquè el desembre de 1886 guanyà noves oposicions per la plaça de director de l'Escola de Nens del barri del Poblenou, al carrer de Joncar, aleshores encara al municipi de Sant Martí de Provençals, on va treballar fins a 1896. Durant deu anys es va fer càrrec d'una escola sobreocupada de fills de la classe obrera. Malgrat aquesta situació inicial, els resultats van ser un èxit i bona part dels alumnes acostumaven a anar a classe diàriament. Va aconseguir obrir una escola nocturna al Poblenou, amb èxit d'assistència, superant totes les expectatives i havent de demanar un mestre adjunt a l'Ajuntament.
Amb tot, com deien alguns contemporanis, com Pere Renom i Riera, Bori es dedicà de forma enèrgica i infatigable a l'escola, i això li passà factura a la seva salut. El 1896 tornà a viure a Badalona una temporada, fins que el 1903 va tornar a Barcelona per dirigir l'escola pública del carrer de la Ciutat, 6. Mentre la salut li ho va permetre, va continuar treballant en l'àmbit escolar. La seva tasca pedagògica no se centrà sols en la docència i la gestió escolar, sinó que escrigué diversos llibres pensats específicament per als infants, una mena de llibres de text o manuals escolars.
D'altra banda, la seva vocació pedagògica no es pot separar del compromís social envers la classe treballadora. En aquest sentit, i com a conseqüència de la importància del seu càrrec de director de l'escola del Poblenou i el seu compromís amb la cultura catalana, el 1888 va participar al Congrés Pedagògic de Barcelona com a delegat de l'Associació de Mestres de Barcelona pel districte dels afores. El mateix compromís cívic i cultura el demostrà, el març de 1892, com a representant de l'escola del poble de Sant Martí de Provençals en l'assemblea que elaborà les Bases de Manresa (1892). Quan es va produir l'escissió es va decantar pel costat oposat a la Lliga Regionalista. També va participar de les assemblees de Terrassa (1901) i Barcelona (1904).
Va morir als 50 anys el 16 de gener de 1912 al carrer de Guifré, 96, de Badalona, a causa d'una mielitis que arrossegava des de feia anys i que, probablement, es convertí en una poliomielitis, malaltia poc controlada aleshores. L'endemà va ser enterrat al Cementiri Vell de la ciutat, al nínxol 22 de la sèrie 2. El sepeli va comptar amb la presència d'amics, així com de personalitats com l'alcalde Martí Pujol o mossèn Gaietà Soler, que va pronunciar unes paraules.
És autor d'obres de teatre, d'una Historia de Cataluña (Barcelona, 1898) i molts articles de temàtica heterogènia publicats en periòdics i revistes, com Lo Gay Saber, La Veu del Montserrat, La Renaixensa, El Eco de Badalona, L'Esparvé, La Ilustració Catalana, etc. Però l'obra que li va donar una major popularitat va ser Lo trobador català (Barcelona, 1892), miscel·lània de proses i de poesies, que edità perquè fos emprada en l'ensenyament del català. D'aquesta obra, i fins al 1936, en foren publicades una vintena d'edicions i en els nostres dies continua essent reeditada.
Col·laborà a la revista El Clamor del Magisterio i fundà la publicació El Magisterio Catalán.

## Homenatges
Pocs dies després de la seva mort es va acordar posar el seu nom a un carrer de la ciutat situat actualment al barri del Gorg, una zona industrial a tocar dels denominats rierots, on es va fer un solemne acte d'inauguració amb la col·locació de dues làpides, a més d'haver-se fet l'adequació del carrer i al plantació de l'arbrat. L'Ajuntament també va decidir adquirir llibres de Bori per repartir-los entre els estudiants de les escoles de Badalona, i en va finançar l'edició de dos volums de la seva obra.
En centenari de la seva mort, l'Espai Betúlia de Badalona va encarregar al filòleg Gerard Guerra i Ribó una exposició itinerant, que va anomenar-se "Antoni Bori i Fontestà (1861-1912): mestre i poeta", i fou inaugurada el 14 de desembre del 2013 a la Biblioteca de Can Casacuberta de Badalona. Fruit de la seva investigació duta a terme, va publicar també un article d'investigació titulat "Antoni Bori i Fontestà, un segle després de la seva mort (1861-1912)" aparegut a la revista Carrer dels Arbres, editada pel Museu de Badalona.

## Obra
Manuals escolars
- El manuscrito metódico (1894)
- Historia de Cataluña, sus monumentos, sus tradiciones, sus artistes y personajes ilustres (1898)
- Compendio de geografía de Cataluña para uso de las escuelas de niños y niñas del Principado (1910)

Obres presentades als Jocs Florals de Barcelona
- Sinfonies poemátiques (1898), premi de la Flor Natural
- Petons (1900), segon accèssit de la Flor Natural
- Los rossinyols del Montserrat (1901), segon accèssit a la Flor Natural
- Las néus á montanya (1901), primer accèssit a la Flor Natural
- Les Fonts del Llobregat (1901), premi del Excm. Ajuntament de Reus.
- El Vectigal (1901), premi ofert per l'Agrupació protectora de l'Ensenyança Catalana.

Obra dramàtica:
- Gent de platja: cuadro de costums marineras (1902). Estrenada al teatre Romea la nit del 4 de març de 1902.[8]
- La Gallarda del Roser: cuadro de costums de montanya (1902). Estrenada al teatre Romea la nit de la inauguració de la temporada, el 20 de setembre del 1902.[9]